# Pheidole sauberi
Pheidole sauberi är en myrart som beskrevs av Auguste-Henri Forel 1905. Pheidole sauberi ingår i släktet Pheidole och familjen myror.

## Underarter
Arten delas in i följande underarter:
- P. s. sarawakana
- P. s. sauberi